# Plumpton Green
Plumpton Green är en by i East Sussex i England. Byn är belägen 8,3 km 
från Lewes. Orten har 1 130 invånare (2015).